# Samsung Galaxy S26
Samsung Galaxy S26
Это серия флагманских устройств на базе Android One Ui, разработанных, произведенных и продаваемых компанией Samsung Electronics в рамках её флагманской серии Galaxy S. Они вместе являются преемниками серии Samsung Galaxy S26. Модели S26, S26+ и S26 Ultra и ещё S26 Note будут анонсированы в января 2026 года, однако более подробная информация о телефоне пока неизвестна потому что его ещё не анонсировали.
| S26                  | S26 |
| -------------------- | --- |
| Производитель        | Samsung Electronics |
| Тип                  | Флагман |
| Коммуникация         | 5G, 4G, 3G, 2G, NR |
| Дата выпуска         | Январь 2026 |
| Вес                  | S26: 172 г S26+ : 182 г S26 Note 231 г S26 Ultra 213 г |
| Операционная система | One Ui 8, Android 16 |
| Процессор            | Qualcomm Snapdragon 8 Elite Plus |
| Память Хранения      | S26/S26+: 256/512/1024 ГБ S26 Note/S26 Ultra 512/1024/2048 ГБ |
| Батарея              | S26: 4000 мA ч S26+: 4500 мА ч S26 Note 5500 мА ч S26 Ultra 5000 мА ч |
| Функции S Pen        | S26: нет S26+: нет S26 Note: есть S26 Ultra: нет |
| Задняя Камера        | S26/S26+ : (48MP Ширик), (108MP Основа), (50MP 3Х Телевик). S26 Note (48MP Ширик), (300MP Основа), (50MP 3X Телевик). S26 Ultra (50MP Ширик), (300MP Основа), (108MP 10X Телевик), (50MP 3X Телевик). |
| Обновление системы   | 10 лет обновлений систем и 3 года безопасности |
| Передняя камера      | S26/S26+ 12MP Video 8k, 4k 60/30 S26 Note/S26 Ultra 48MP Video 8k, 4k 60/30 S26 Ultra 50MP Video 8k, 4k 60/30                                                                                         |
| Поддержка            | 13 лет поддержки линейки S26 до 2039 года |